# Oh! Carol
"Oh! Carol" é uma canção do cantor americano Neil Sedaka, coescrito por ele e Howard Greenfield em 1958. "Carol" era uma referência a Carol Klein, ex-namorada de Sedaka, que respondeu a ele com a música "Oh! Neil". A canção foi criada para "imitar" outros hits da época, após o fracasso de seu single anterior, "Crying My Heart Out for You", que ameaçou seu contrato com a gravadora RCA Victor. Lançada em 1959, a música ficou 18 semanas na Billboard Hot 100, tendo como pico a posição de número nove. Na Itália o single vendeu 100 mil cópias.

## Versão do Dominó
"Oh! Carol" é uma canção da boy band brasileira Dominó, lançada como primeiro single do álbum Provocante, ambos em 1995. Trata-se da primeira produção fonográfica do grupo, enquanto formado pelos integrantes Rodrigo Phavanello, Héber Albêncio, Ricardo Bueno e Valmir Araujo.
Como forma de divulgação, o grupo Dominó chegou a se apresentar em alguns programas da TV brasileira, tais como o Sabadão Sertanejo, apresentado por Gugu Liberato no SBT e o Programa Raul Gil, da Rede Manchete. Apesar disso, o grupo só foi ter um ligeiro sucesso com a canção "Põe Põe" que não chegou a ser lançada com single físico.

## Lista de faixas
- Créditos adaptados do CD single de "Oh! Carol".[7]

| N.º | Título      | Compositor(es)                                        | Duração |  |
| 1.  | "Oh! Carol" | Howard Greenfield, Neil Sedaka , versão de Fred Jorge | 3:52    |  |

## Tabelas

### Tabelas semanais
Performance da versão de Neil Sedaka em paradas mundiais.
| Chart (1959-1960)              | Peak position |
| ------------------------------ | ------------- |
| Belgium (Flanders)             | 2             |
| Belgium (Wallonia)             | 1             |
| Canada (CHUM Hit Parade)       | 4             |
| France (IFOP)                  | 34            |
| Italy                          | 2             |
| Países Baixos (Single Top 100) | 1             |
| Norway (VG-lista)              | 9             |
| US Billboard Hot 100           | 9             |
| US Billboard Hot R&B Sides     | 27            |
| US Cash Box Top 100            | 5             |
| West Germany                   | 25            |